# Karol Estreicher den äldre

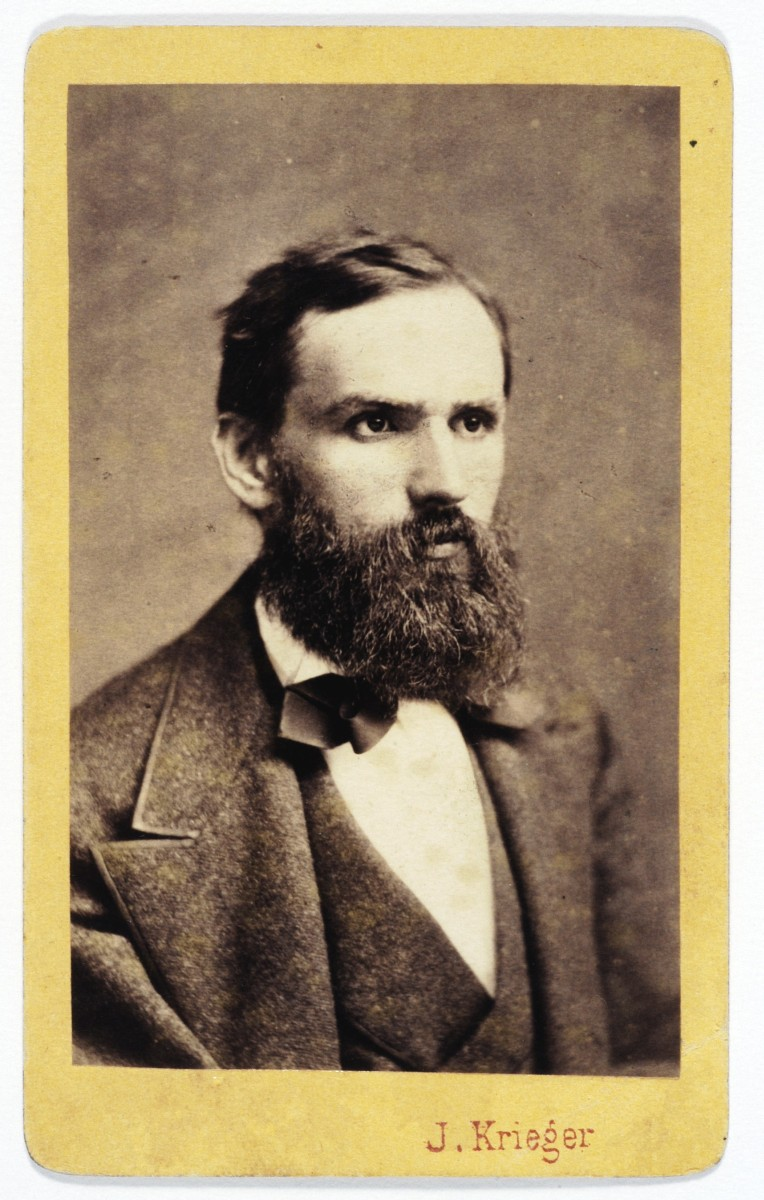
Karol Estreicher (alias J. Krupski).

Karol Józef Teofil Estreicher alias J. Krupski, född 22 november 1827 i Kraków, död där 30 september 1908, var en polsk bibliograf och litteraturhistoriker. Han var son till Alojzy Rafał Estreicher.
Estreicher studerade vid Jagellonska universitetet i Kraków och blev jurist, men lämnade den juridiska banan. År 1862 kallades han av Aleksander Wielopolski till offentliga biblioteket i Warszawa, där han promoverades till filosofie doktor 1867. År 1868 utnämndes han till bibliotekarie vid Jagellonska universitetsbiblioteket i Kraków, där han även verkade som chef.
Estreichers förnämsta verk är Bibliografia polska, ett monumentalt arbete, vartill förberedelser börjades redan 1848. Det utgavs av vetenskapsakademien i Kraków och är en brett anlagd förteckning över samtliga polska tryckalster, dels i kronologisk, dels i alfabetisk följd, från 1400-talet till 1800-talet. En särskild avdelning utgör Bibliografia polska XIX stólecia (1872–81), som jämte flera supplementband behandlar den polska litteraturen ända fram till 1880. Arbetet med denna bibliografi fortsattes efter hans död av sonen Stanislaw Estreicher, juris professor i Kraków.
Estreicher hade mycket stort intresse för dramatik och översatte eller bearbetade ett 30-tal dramer samt skrev de polska teatrarnas historia i en mängd skrifter, sammanfattade under titel Teatra w Polsce (tre band, 1873–79). Dessutom utgav han studier över Adam Mickiewicz (1863), Wincenty Pol (1882) och Józef Ignacy Kraszewski (1887).
Estreichers yngre son Tadeusz Estreicher var professor i oorganisk kemi vid universitetet i Kraków. Den andra sonen, Karol Estreicher, var en konsthistoriker som återvände till fosterlandets fornminnen som tyskarna tog under kriget.